# 瑟希夫
49°12′41″N 24°1′54″E / 49.21139°N 24.03167°E
瑟希夫（烏克蘭語：Сихів），是烏克蘭的村落，位於該國西部利沃夫州，由斯特雷區斯特雷市鎮負責管轄，處於克雷希夫卡河畔，始建於1428年，面積23.96平方公里，海拔高度289米，2001年人口833。